# Hypena masurialis
Hypena masurialis là một loài bướm đêm thuộc họ Erebidae. It is has a wide range, bao gồm Úc, Fiji, Quần đảo Cook, Eritrea, Kenya, Somalia, Uganda, Yemen and quần đảo Canaria.
Sải cánh dài khoảng 20 mm.
Ấu trùng ăn Commelina cyanea.